# Casa de Areza (Eguílaz)
El edificio llamado Casa de Areza perteneciente al municipio de San Millán (Álava, España) se localiza en el núcleo poblacional de Egiraz, en la calle Areza, n.º 1.
La casa se encuentra aislada en el sector sudoeste del pueblo, próxima al trazado de la antigua carretera N-1 (Madrid-Irún) que atravesaba esta población. Posee una planta rectangular de 20 metros de fachada por 14 metros de profundidad, una altura de dos plantas -baja y primera- más una entrecubierta que no recibe iluminación por la fachada principal, y se cubre con un tejado a doble vertiente, de mayor extensión la que evacua hacia la parte posterior, y con el caballete paralelo a la fachada principal.
El edificio es sumamente compacto en cuanto a su planta, pero queda distorsionado por dos inadecuados cuerpos constructivos auxiliares adosados: uno, en la fachada principal y. El segundo, más sencillo y en avanzado proceso de ruina, en el alzado lateral al norte.
La fachada principal orientada al saliente se presenta dividida en dos medios sectores resultado de su distinto aparejo. La mitad izquierda, más modesta y parcialmente oculta por uno de los cuerpos auxiliares, se obra en mampostería. La otra mitad, más culta, se fabrica con bloques de piedra de sillería. Los alzados lateral al norte y posterior utilizan para el fondo de los muros la mampostería, reservando la sillería para la cadena de ángulos y recercados de vanos originales. El enlucido y encalado proporcionado al alzado lateral al sur, oculta la fábrica pero que sin duda es de mampostería para el fondo y de sillería en esquinales y recercados de vanos originales.
La casa es muy cerrada. En la fachada principal y planta baja de portal nos encontramos, de izquierda a derecha: con una ventana casi cuadrada cerrada por reja de barrotes de sección cuadrada con la arista hacia el exterior; una pequeña ventana de corte apaisado que se encarga de iluminar el zaguán; la adintelada portada; y como epílogo una rasgada ventana abierta con posterioridad, al carecer en su recerco de los marcos resaltados y acodados con que se acompañan los otros tres huecos anteriores. En la planta principal y en eje con la portada se abre otra interesante ventana que lleva moldura planta resaltada y acodada. Montando a la portada, en un sillar cuadrado que forma parte del antepecho de la ventana que la domina se graba una cruz de calvario indicativa, sin duda de la función parareligiosa que desempeñaba. Una segunda ventana, a la izquierda de la anterior y de análogas características completa los huecos abiertos en la planta principal.
En el costado al norte, en la planta baja, existen tres huecos, uno de ellos, el más a la derecha fue abierto con posterioridad, mientras que los otros dos son coetáneos al edificio y por ello se acompañan de la moldura planta, resaltada y acodada de la vista en la fachada noble. El primero de ellos es muy apaisado y se encarga de dar iluminación al zaguán. El segundo corresponde a la portada de ingreso a las cuadras. En el piso principal y en eje con los huecos de la planta baja se abren dos ventanas. La coetánea al edificio, a la izquierda, exhibe las mismas características que las vistas en la fachada principal. La que sobremonta a la portada responde al modelo de hueco abalconado. Una pequeña ventana cuadrada es la encargada de iluminar el espacio de la entrecubierta.
En la fachada posterior, únicamente existen dos huecos abiertos, uno por cada planta, lo que nos subraya el carácter cerrado de la casa y la función auxiliar encomendado al sector trasero de la casa.
La fachada lateral al sur, más abierta, pero aún con claro predominio de los macizo sobre lo vacío, no vuelve a marcar la división por funciones de la casa a través de la distribución de los huecos, más concentrados en el sector de habitación de las personas. De abajo arriba, son tres, dos y una las ventanas abiertas en cada una de las tres alturas.